# Czepiec warmiński

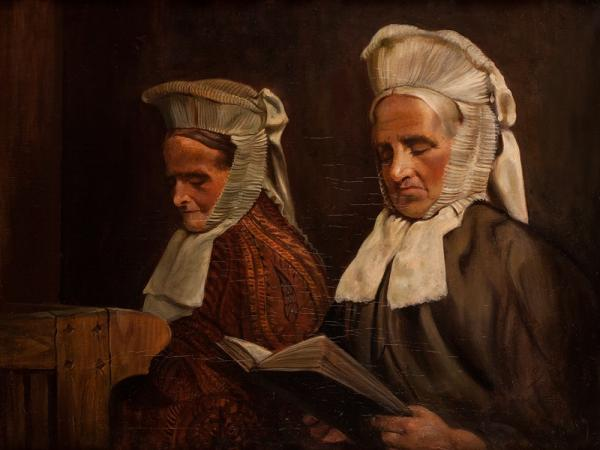
Warmianki w czepcach, obraz Hedwig Neuhof z ok. 1900 roku

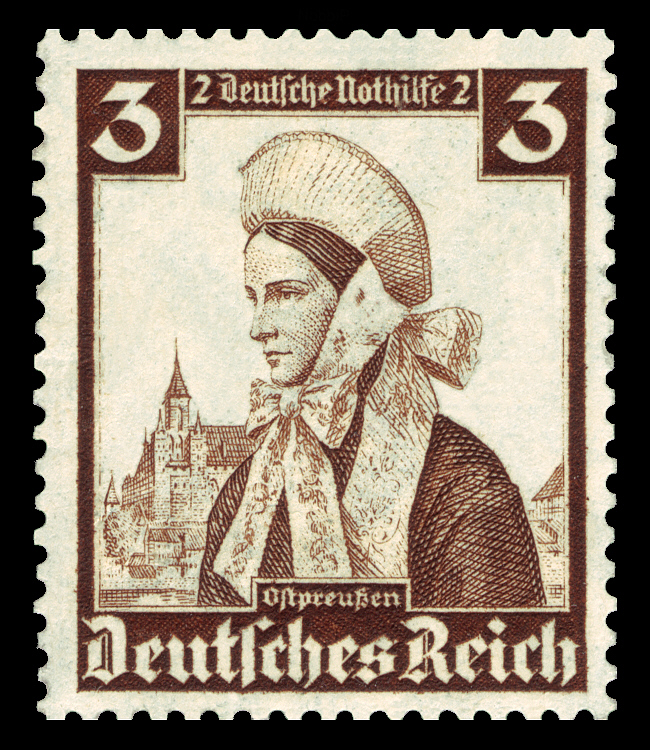
Kobieta z Prus Wschodnich w tradycyjnym czepcu, znaczek pocztowy z 1935 roku

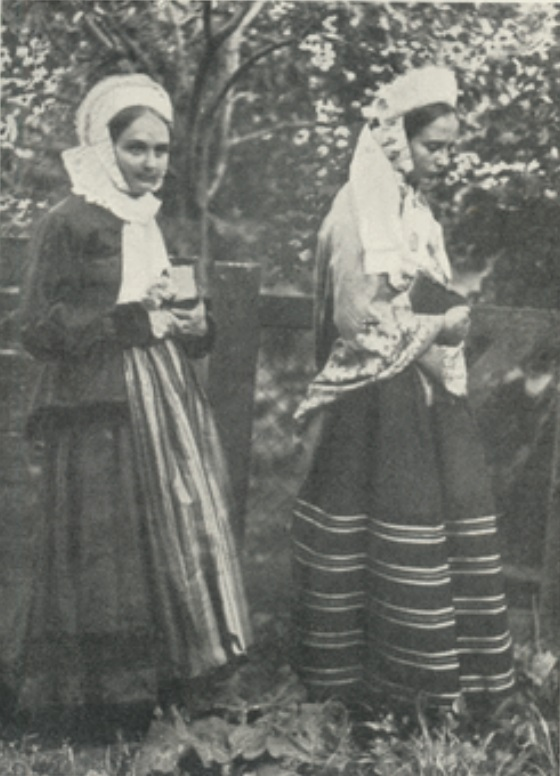
Warmianki w stroju niedzielnym, ok. 1920

Czepiec warmiński – nakrycie głowy zamężnej Warmianki, część stroju warmińskiego zwana też „twardą mycką” lub „gelonkiem”.

## Opis
Czepiec warmiński składał się z trzech części: denka, otoku i wstążek. Wewnątrz czepiec był podszyty płótnem, na zewnątrz denko pokrywał jedwab, aksamit lub adamaszek w różnych kolorach. Otok był obłożony dwiema złotymi koronkami, na nich biała tiulowa koronka, marszczona w tzw. rurki. Czepiec był wiązany pod brodą. Do otoka po obu stronach były przyszyte wstążki z atłasu, suto marszczone w rurki, podszyte pasem z płótna. Z tyłu czepiec przyozdobiony był białą lub kolorową kokardą z jedwabnych wstążek, których końce opadały na plecy. Denko było bogato wyszywane, pokrywał je złoty i srebrny haft w kształtach kłosów, kwiatów, listków lub serduszek. 
W niektórych czepcach kwiaty haftowano kolorowymi nićmi w motyw wianka lub bukietu. Wkładanie czepca na głowę, tylko co zaślubionej mężatki następowało o północy, podczas uroczystości weselnych. Wówczas zdejmowano z głowy panny młodej wianek z mirty, a nakładano czepiec, czyli „twardą myckę”. Warmianki zakładały czepce tylko na wielkie uroczystości, najczęściej kościelne. Częściej nosiły tańsze, tzw. „miękkie mycki” z białego muślinu lub tiulu. Dziewczęta przed zamążpójściem w ogóle nie mogły nosić czepców. Ustawa biskupa Jana Stanisława Zbąskiego z roku 1694 zabraniała pannom noszenia czepców. Czepce warmińskie były dziełami sztuki hafciarskiej. Stare kobiety warmińskie przekazywały siostrom zakonnym złote nici z denek swoich czepców do wyszywania ornatów kościelnych.
Umiejętność wytwarzania czepców warmińskich została w 2021 roku wpisana na Krajową listę niematerialnego dziedzictwa kulturowego.